# Охтома (приток Пинеги)
Охтома — река в Архангельской области России, левый приток Пинеги.
Длина — 71 км, площадь водосборного бассейна — 599 км².
Образуется слиянием рек Белой и Чёрной на высоте 150,9 метров над уровнем моря, имея ширину около 9 м, глубину 0,5 м и каменистое дно. Протекает преимущественно в северном направлении по территории Верхнетоемского района.
Ширина реки в среднем и нижнем течении — около 15 м, глубина — 0,5 м, скорость течения — 0,4 м/с, дно песчаное. Впадает в Пинегу в 683 км от её устья, на высоте 112,7 м над уровнем моря, уклон реки — 0,54 м/км.
По данным наблюдений с 1973 по 1988 год среднегодовой расход воды в 5,2 км от устья составляет 7,02 м³/с. Максимальный расход 54,8 м³/с зафиксирован в мае 1976 года.
На берегу реки расположен посёлок Ламбас. Основные притоки: Лавда, Калмова, Ригово, ручей Войнов, Ламбас.

Вдруг на пути нашем явилась довольно большая жёлтая река. Мы узнали её: это — Охтома, впадающая в Пинегу, а вокруг в лесу стало до того безобразно, что трудно и передать: как передашь безобразие. Кажется, это бывает от лесных пожаров: одно дерево повалится, другое, обгорелое, чёрное, стоит чудовищем, третье, падая, прислонилось к чудовищу, и всё снизу густо зарастает. Местами лес обгорелый лежит в несколько ярусов, тут человеку невозможно пройти, и зверь сюда очень не любит ходить. И небо низкое моросит, и река жёлтая…— М. М. Пришвин. «Берендеева чаща»

## Данные водного реестра
По данным государственного водного реестра России и геоинформационной системы водохозяйственного районирования территории РФ, подготовленной Федеральным агентством водных ресурсов:
- Бассейновый округ — Двинско-Печорский
- Речной бассейн — Северная Двина
- Речной подбассейн — Северная Двина ниже места слияния Вычегды и Малой Северной Двины
- Водохозяйственный участок — Пинега